# Acacia hemiteles
Acacia hemiteles är en ärtväxtart som beskrevs av George Bentham. Acacia hemiteles ingår i släktet akacior, och familjen ärtväxter. Inga underarter finns listade i Catalogue of Life.